# Luísa Cristina de Hesse-Darmstadt
Luísa Cristina de Hesse-Darmstadt (em alemão, Luise Christine von Hessen-Darmstadt; Marburgo, 5 de fevereiro de 1636 – Stolberg, 11 de novembro de 1697) foi uma filha do conde Jorge II de Hesse-Darmstadt.

## Família
Luísa Cristina foi a sexta filha do conde Jorge II de Hesse-Darmstadt e da princesa Sofia Leonor da Saxónia. Os seus avós paternos eram o conde Luís V de Hesse-Darmstadt e a condessa Madalena de Brandemburgo. Os seus avós maternos eram o príncipe-eleitor João Jorge I da Saxónia e a duquesa Madalena Sibila da Prússia.

## Casamento e descendência
Luísa Cristina casou-se com o conde Cristóvão Luís I de Stolberg no dia 29 de outubro de 1665. Juntos tiveram oito filhos:
- Jorge de Stolberg (14 de Novembro de 1666 - 17 de Fevereiro de 1698), morreu aos trinta e dois anos solteiro e sem descendência.
- Carlos de Stolberg (25 de Janeiro de 1668 - 2 de Maio de 1685), morreu aos dezassete anos; sem descendência.
- Sofia Leonor de Stolberg (6 de Agosto de 1669 - 3 de Novembro de 1745), morreu aos setenta e seis anos; sem descendência.
- João Luís de Stolberg (6 de Novembro de 1670 - 13 de Maio de 1685), morreu aos catorze anos; sem descendência.
- Cristóvão Frederico de Stolberg (18 de Setembro de 1672 - 22 de Agosto de 1738), casado com Henriqueta Catarina de Bibran-Modlau; com descendência.
- Luísa Cristiana de Stolberg (21 de Janeiro de 1675 - 16 de Maio de 1738), casada primeiro com o duque João Jorge III de Mansfeld; sem descendência. Casada depois com o duque Cristiano de Saxe-Weissenfels; sem descendência.
- Jost Cristiano de Stolberg (24 de Outubro de 1676 - 17 de Junho de 1739) casado com a condessa Emília Augusta de Stolberg-Gedern; com descendência.
- Inês Isabel de Stolberg (14 de Dezembro de 1680 - 17 de Dezembro de 1680), morreu com três dias de idade.